# Кайо Алешандре
Кайо Алешандре Соуза и Силва (порт. Caio Alexandre Souza e Silva; род. 24 февраля 1999, Дуки-ди-Кашиас, Рио-де-Жанейро) — бразильский футболист, полузащитник клуба «Баия».

## Клубная карьера

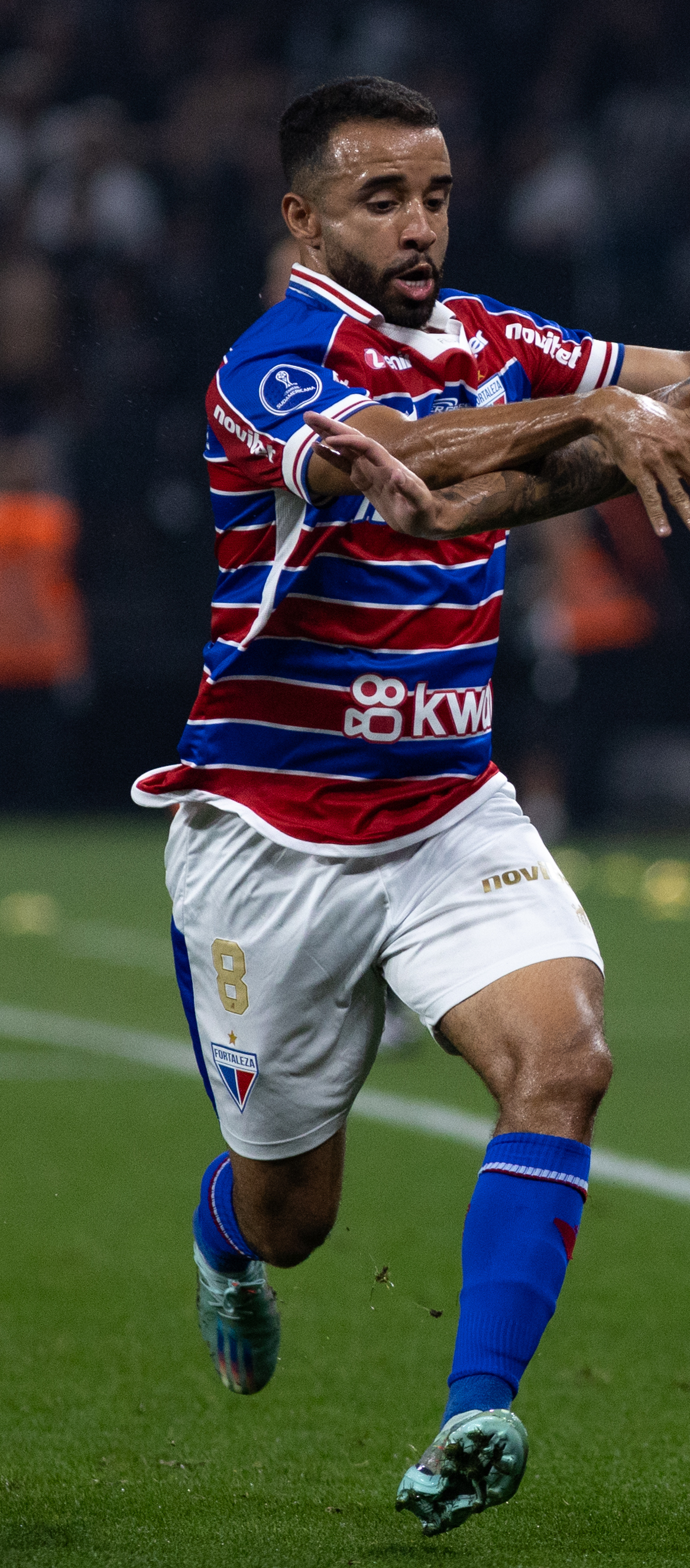
Кайо в составе «Форталезы»

Кайо — воспитанник клуба «Ботафого». 19 сентября 2019 года он был переведён в основной состав команды. 13 августа 2020 года в матче против «Ред Булл Брагантино» он дебютировал в бразильской Серии A. 28 июня в поединке Лиги Кариока против «Кабофриенсе» Алешандре забил свой первый гол за «Ботафого».
12 марта 2021 года Кайо перешёл в канадский «Ванкувер Уайткэпс», подписав четырёхлетний контракт до конца сезона 2024. 24 апреля в матче против «Торонто» он дебютировал в MLS, заменив во втором тайме Жаниу Бикела. Во время тренировки 14 августа Кайо получил перелом пятой плюсневой кости левой стопы, из-за чего пропустил оставшуюся часть сезона 2021. Во время тренировки 12 апреля 2022 года Кайо получил перелом левой руки.
15 августа 2022 года Кайо был арендован «Форталезой» до 31 декабря. 10 сентября в матче против «Флуминенсе» он дебютировал за свою новую команду. 28 сентября в поединке против «Фламенго» Алешандре забил свой первый гол за «Форталезу». В конце декабря его аренда в «Форталезе» была продлена до 31 декабря 2023 года с обязательством выкупа при достижении им определённых показателей.
В январе 2024 года Кайо был выкуплен «Форталезой» согласно обязательству и был перепродан в «Баию» за 24,3 млн реалов. В матче Лиги Баияно против «Жакобины» он дебютировал за свою новую команду. 16 февраля в поединке против «Америки Натал» Алешандре забил свой первый гол за «Баию».

## Достижения
Командные
 «Ванкувер Уайткэпс»
- Победитель Первенства Канады: 2022

 «Форталеза»
- Чемпион штата Сеара: 2023

Личные
- Член символической сборной чемпионата штата Баия: 2024[20]